# Бель-Агач (станция)
Станция Бель-Агач (каз. Белағаш станциясы) — железнодорожная станция Казахстанских железных дорог, расположенная в Бель-Агач.